# Тиле, Юрген
Юрген Тиле (нем. Jürgen Thiele; род. 8 августа 1959, Альтенбург, Лейпциг) — немецкий гребец, выступавший за сборную ГДР по академической гребле в конце 1970-х — начале 1980-х годов. Чемпион летних Олимпийских игр в Москве, серебряный призёр соревнований «Дружба-84», победитель многих регат национального и международного значения.

## Биография
Юрген Тиле родился 8 августа 1959 года в городе Альтенбург, ГДР. Проходил подготовку в Лейпциге в местном спортивном клубе DHfK.
Впервые заявил о себе в гребле в 1976 году, выиграв золотую медаль в распашных безрульных четвёрках на юниорском мировом первенстве в Австрии. Год спустя на аналогичных соревнованиях стал в той же дисциплине серебряным призёром.
Первого серьёзного успеха на взрослом международном уровне добился в сезоне 1980 года, когда вошёл в основной состав восточногерманской национальной сборной и благодаря череде удачных выступлений удостоился права защищать честь страны на летних Олимпийских играх 1980 года в Москве — буквально за несколько недель до старта соревнований заменил травмировавшегося Вольфганга Магера в экипаже, куда также входили гребцы Зигфрид Брицке, Андреас Деккер и Штефан Земмлер. В итоге занял первое место в распашных четвёрках без рулевого и тем самым завоевал золотую олимпийскую медаль. За это выдающееся достижение по итогам сезона был награждён орденом «За заслуги перед Отечеством» в серебре.
После московской Олимпиады Тиле остался в составе гребной команды ГДР и продолжил принимать участие в крупнейших международных регатах. Так, в 1981 году он побывал на чемпионате мира в Мюнхене, где занял четвёртое место в восьмёрках.
В 1983 году выступил на мировом первенстве в Дуйсбурге, показав четвёртый результат в четвёрках.
Рассматривался в качестве претендента на участие в Олимпийских играх 1984 года в Лос-Анджелесе, однако Восточная Германия вместе с несколькими другими странами социалистического лагеря бойкотировала эти соревнования по политическим причинам. Вместо этого Тиле выступил на альтернативной регате «Дружба-84» в Москве, где выиграл серебряную медаль в программе восьмёрок — в финале их команду обошёл только экипаж из СССР.
По образованию — специалист по электронике. Завершив спортивную карьеру, являлся сотрудником Deutsche Reichsbahn и TÜV.